# My Obywatele

Logo ALFA

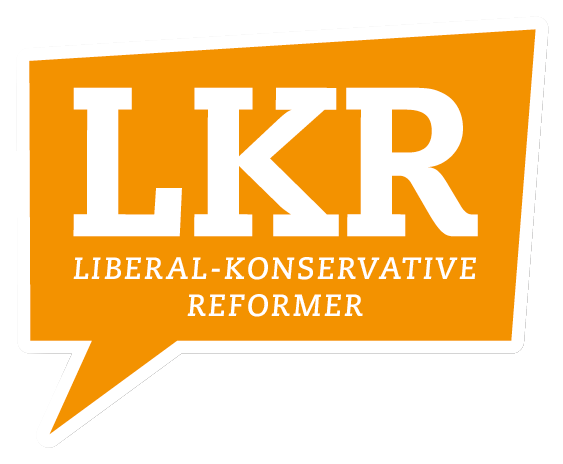
Logo LKR w latach 2016–2020

Logo LKR w latach 2020–2023

My Obywatele (niem. Wir Bürger) – niemiecka liberalna, eurosceptyczna i konserwatywna partia polityczna powołana do życia 19 lipca 2015 w wyniku rozłamu w Alternatywie dla Niemiec. Do 13 listopada 2016 działała pod nazwą Sojusz dla Postępu i Przebudzenia (ALFA), a następnie do 12 czerwca 2023 Liberalno-Konserwatywni Reformatorzy (LKR). Należy do Partii Europejskich Konserwatystów i Reformatorów.
LKR współtworzyło pięcioro europosłów (większość spośród wybranych w 2014 z list AfD), należących do frakcji Europejscy Konserwatyści i Reformatorzy. Byli nimi Hans-Olaf Henkel, Bernd Kölmel, Bernd Lucke, Joachim Starbatty i Ulrike Trebesius.
Liderem ALFA był Bernd Lucke, którego 4 czerwca 2016 zastąpiła na stanowisku przewodniczącego Ulrike Trebesius. Wraz ze zmianą nazwy partii w listopadzie 2016, zastąpił ją na tej funkcji Christian Kott. 17 września 2017 nowym przewodniczącym partii został Bernd Kölmel.
W 2017 partia nie wzięła udziału w wyborach parlamentarnych.
25 września 2018 partię opuścili wszyscy jej eurodeputowani (w tym przewodniczący Bernd Kölmel) z wyjątkiem Bernda Luckego, który 10 listopada tego samego roku powrócił na funkcję przewodniczącego (do tego momentu partią kierowali komisarycznie Peter Reich – od 26 września do 15 października – oraz Stephanie Tsomakaeva – od 16 października do 10 listopada). W wyborach do Parlamentu Europejskiego w 2019 ugrupowanie nie uzyskało mandatów. 29 września tego samego roku nowym przewodniczącym partii został Jürgen Joost. W latach 2020–2021 partię reprezentowali posłowie do Bundestagu, którzy opuścili AfD – Uwe Kamann i Mario Mieruch. W lipcu 2021 przystąpił do niej eurodeputowany Lars Patrick Berg (także były działacz AfD), który jednak półtora roku później przeszedł do partii Sojusz Niemcy (Bündnis Deutschland).
W wyborach parlamentarnych w 2021 LKR wystartowali w części landów, nie uzyskując mandatów. W grudniu tego samego roku wielu członków opuściło partię, po kontrowersjach związanych z legalnością jej zjazdu wyborczego.